# Růžov (Ledenice)
Růžov je osada, část městyse Ledenice v okrese České Budějovice v Jihočeském kraji. Nachází se asi dva kilometry jihovýchodně od Ledenic. Růžov leží v katastrálním území Ledenice o výměře 15,33 km².

## Historie
První písemná zmínka o vesnici pochází z roku 1806.

## Obyvatelstvo
| Rok            | 1869 | 1880 | 1890 | 1900 | 1910 | 1921 | 1930 | 1950 | 1961 | 1970 | 1980 | 1991 | 2001 | 2011 | 2021 |
| -------------- | ---- | ---- | ---- | ---- | ---- | ---- | ---- | ---- | ---- | ---- | ---- | ---- | ---- | ---- | ---- |
| Počet obyvatel | 147  | 157  | 153  | 149  | 117  | 126  | 111  | 96   | 81   | 75   | 60   | 11   | 8    | 12   | 15   |
| Počet domů     | 23   | 23   | 23   | 23   | 23   | 23   | 24   | 25   | 25   | 24   | 20   | 14   | 12   | 12   | 12   |

## Osobnosti
- František Jílek-Oberpfalcer (1890–1973), český jazykovědec, vysokoškolský pedagog a překladatel; věnoval se výzkumu a popularizaci jihočeských dialektů (např. v knihách Chvála jihočeské řeči z roku 1941 nebo Jihočeský člověk a jeho řeč z roku 1961), mimo jiné svého rodného doudlebského nářečí